# Rue Guillaume-Puy
La rue Guillaume-Puy est une artère de la commune française d’Avignon qui est le résultat d'une percée réalisée à la fin du XIXe siècle et au début du XXe siècle

## Situation et accès
Cette voie part de la Porte Limbert et se continue jusqu'à la rue Carreterie. Elle se substitua à la « rue des Clefs », la « rue de Puy » et la « rue des Barraillers ». Elle fut entreprise par quatre municipalités et les travaux s'étalèrent sur vingt ans.

## Origine du nom
Elle porte le nom du trésorier général du pape Guillaume Puy (1751-1820).

## Historique

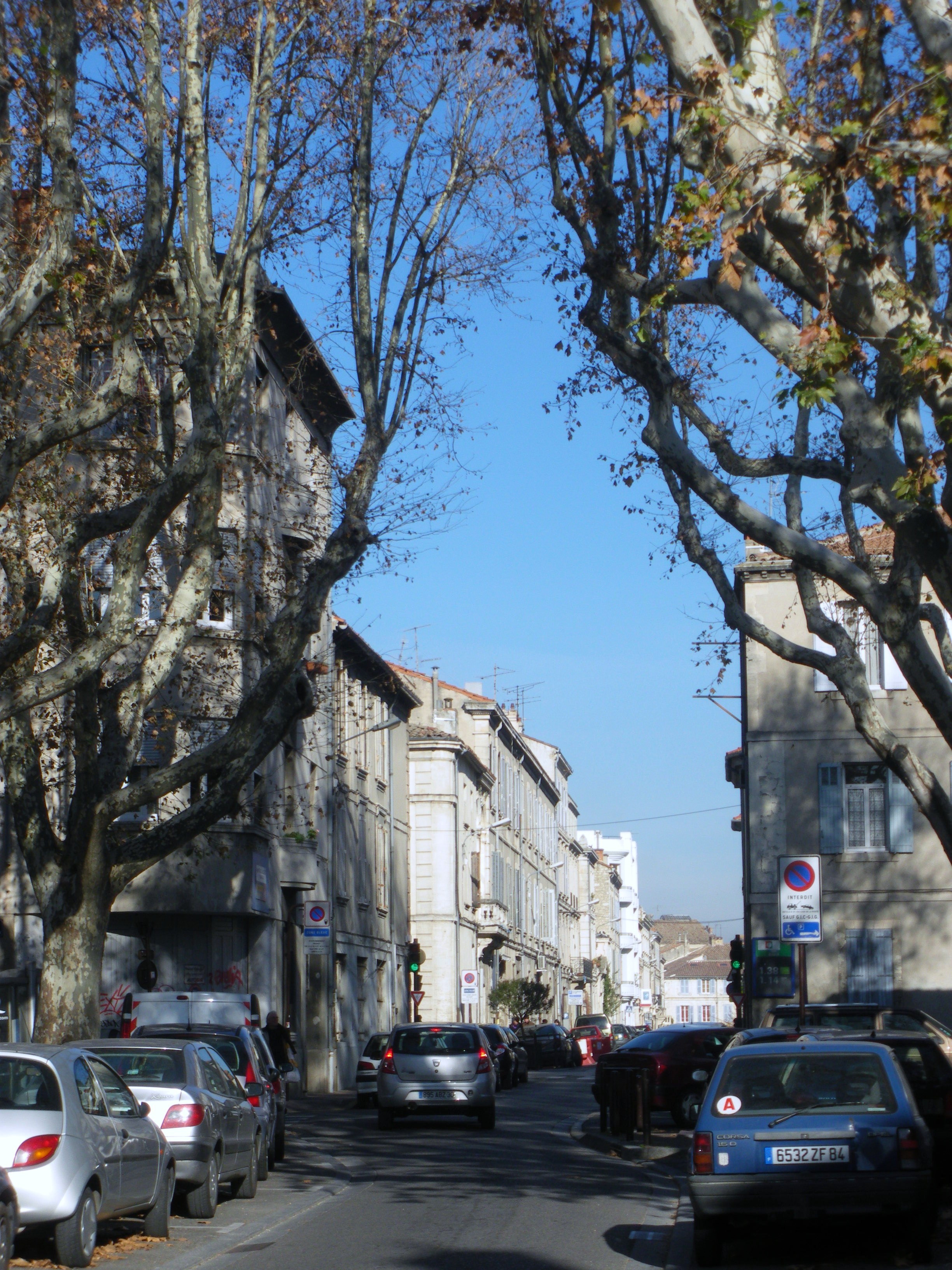
Vue de la rue Guillaume-Puy près du carrefour avec la rue Thiers

Commencés sous le bref mandat d'Eugène Millo, maire d'Avignon du 7 février 1881 au 3 décembre 1881, ils furent poursuivis par Charles Deville, maire provisoire installé dans ses fonctions le 1er février 1882. Paul Poncet, nouveau maire élu le 26 mai 1884, fit parachever le chantier et son conseil municipal débaptisa la rue de Puy, qui allait de la rue Thiers à la rue Louis Pasteur, pour lui donner le nom de rue Guillaume-Puy. Puis ce fut au tour de la municipalité Gaston Pourquery de Boisserin de faire entreprendre la pavage et de faire raccorder les maisons et immeubles à l'égout. Toutes ces opérations avaient nécessité l'expropriation totale ou partielle de 71 propriétaires ou locataires sur 34 parcelles. L'ensemble de cette nouvelle artère prit définitivement le nom de « rue Guillaume-Puy » en 1891.

## Bâtiments remarquables et lieux de mémoire

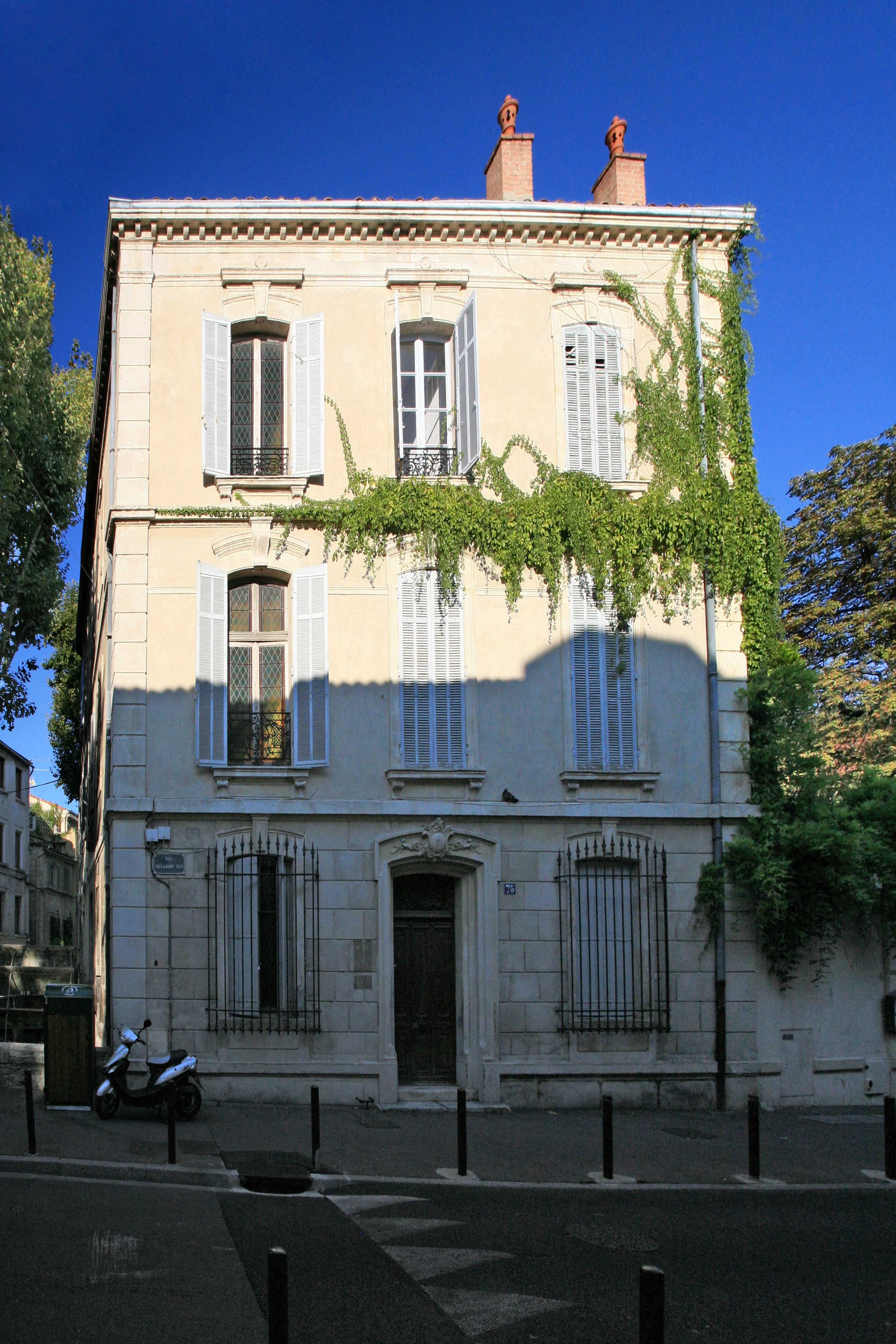
Maison de Jules-François Pernod

Plusieurs sites et monuments remarquables se situent dans cette nouvelle artère.
- no 18 : Ancien cinéma Le Roxy, aujourd'hui Théâtre des Hivernales, devenu un lieu de création lié au Festival off at aux Hivernales d'Avignon[4].

- Place Guillaume-Puy, situé dans la rue éponyme entre la rue Louis-Pasteur et la rue Notre-Dame-des-Sept-Douleurs, avec sa fontaine sommée du buste en bronze de Guillaume Puy. Le premier avait été exécuté par Claude-André Férigoule et inauguré le 12 août 1894. Fondu pendant la Seconde Guerre mondiale, il a été refait à l'identique et remis en place le 17 février 1989[5].
- no 39 : Théâtre du Balcon[6].
- no 77 : Maison de Jules François Pernod, fondateur à Avignon de la marque d'apéritif anisé Pernod[7].